# Anochetus boltoni
}}
Anochetus boltoni là một loài kiến. Nó được phát hiện vào năm 2003 bởi B. L. Fisher tại Madagascar và được Fisher, B. L. & Smith, M. A. công bố vào năm 2008.